# Sucia Point
Der Sucia Point (englisch; spanisch Punta Sucia) ist eine Landspitze an der Danco-Küste des Grahamlands auf der Antarktischen Halbinsel. Sie liegt am westlichen Ende der Sladun-Halbinsel und ragt in die Alfaro-Passage hinein.
Argentinische Wissenschaftler benannten die Landspitze. Der weitere Benennungshintergrund ist nicht überliefert.